# Stor-Vingeltjärnen
Stor-Vingeltjärnen är en sjö i Ljusdals kommun i Hälsingland och ingår i Ljusnans huvudavrinningsområde. Sjön har en area på 0,0821 kvadratkilometer och ligger 231 meter över havet.

## Delavrinningsområde
Stor-Vingeltjärnen ingår i det delavrinningsområde (687246-147117) som SMHI kallar för Mynnar i Kårsjön. Medelhöjden är 293 meter över havet och ytan är 15,11 kvadratkilometer. Det finns inga avrinningsområden uppströms utan avrinningsområdet är högsta punkten. Vattendraget som avvattnar avrinningsområdet har biflödesordning 3, vilket innebär att vattnet flödar genom totalt 3 vattendrag innan det når havet efter 174 kilometer. Avrinningsområdet består mestadels av skog (81 procent). Avrinningsområdet har 0,56 kvadratkilometer vattenytor vilket ger det en sjöprocent på 3,7 procent.